# Doriane Delassus
Doriane Delassus (17 de noviembre de 2002) es una deportista francesa que compite en piragüismo en la modalidad de eslalon. Sus hermanos Anatole y Marjorie compiten en el mismo deporte.
Ganó dos medallas en el Campeonato Europeo de Piragüismo en Eslalon de 2025, plata en C1 por equipos y bronce en C1 individual.

## Palmarés internacional
| Campeonato Europeo | Campeonato Europeo         | Campeonato Europeo | Campeonato Europeo |
| Año                | Lugar                      | Medalla            | Competición        |
| ------------------ | -------------------------- | ------------------ | ------------------ |
| 2025               | Vaires-sur-Marne (Francia) | Medalla de plata   | C1 por equipos     |
| 2025               | Vaires-sur-Marne (Francia) | Medalla de bronce  | C1 individual      |